# هوشیاری (ترانه جی-ایزی)
هوشیاری (انگلیسی: Sober) آهنگ از رپر آمریکایی جی-ایزی به همراه خواننده آمریکایی چارلی پوث که ۸ دسامبر ۲۰۱۷ منتشر شد.